# De kokoskoe
De kokoskoe is het 159ste stripverhaal van Jommeke. De reeks wordt getekend door striptekenaar Jef Nys. Scenarist is Jan Ruysbergh.

## Verhaal
Wanneer Julia, de koe van boer Melkmans, geen melk meer geeft en geslacht moet worden, brengt Gobelijn raad. Hij zorgt ervoor dat Julia terug melk geeft. Deze melk smaakt naar heerlijke kokosmelk. Wanneer de gemene directeur van Milkiedrink dit verneemt, laat hij de koe ontvoeren door Anatool. Anatool schakelt echter Kwak en Boemel in zodat hij het vuile werk niet moet doen. Als ze later de koe gestolen hebben, blijkt het wel de verkeerde te zijn. De volgende nacht stelen ze dan toch de echte kokoskoe en ontvoeren ook professor Gobelijn. De gemene directeur wil dat de professor de formule geeft. Jommeke en zijn vrienden trachten de professor te bevrijden, maar ze mislukken en worden snel zelf gevangengenomen. Na enige tijd kunnen Jommeke en zijn vrienden ontsnappen door een slim ideetje.
Tot slot kunnen de boosdoeners opgesloten worden. Wat de kokoskoe betreft, ze wordt later nog moeder van een tweeling.